# Burg Campen

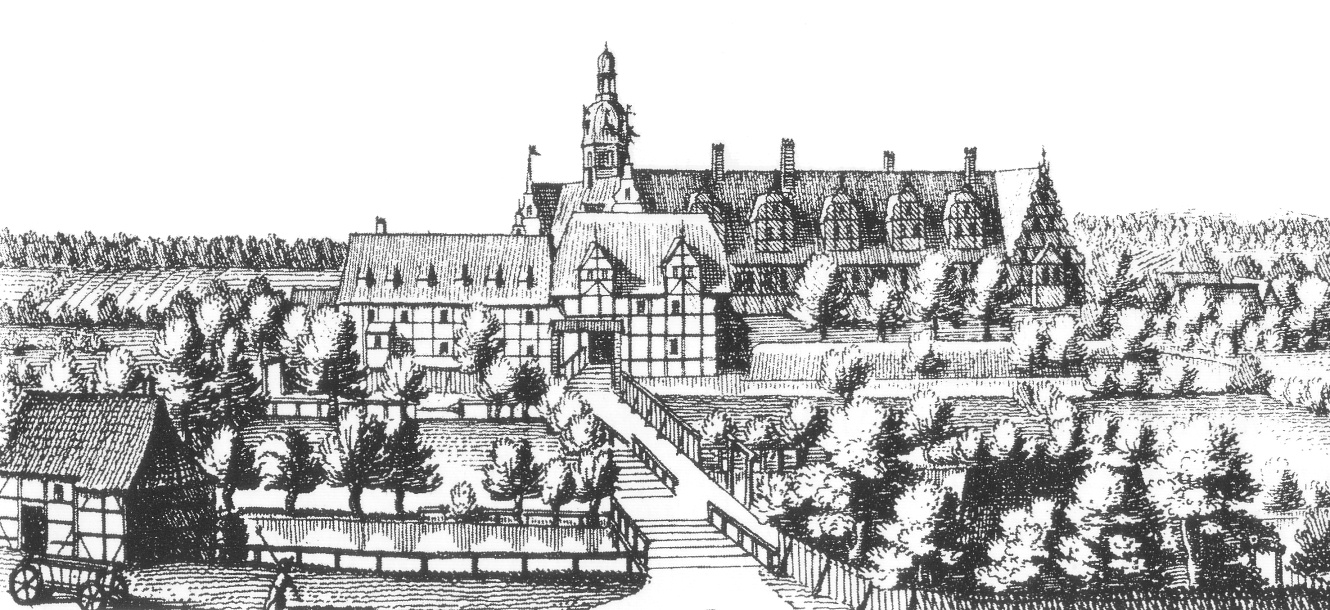
Merian-Stich der Burganlage, bezeichnet als Fürstliches Amtshaus Campen an der Schunter, um 1650

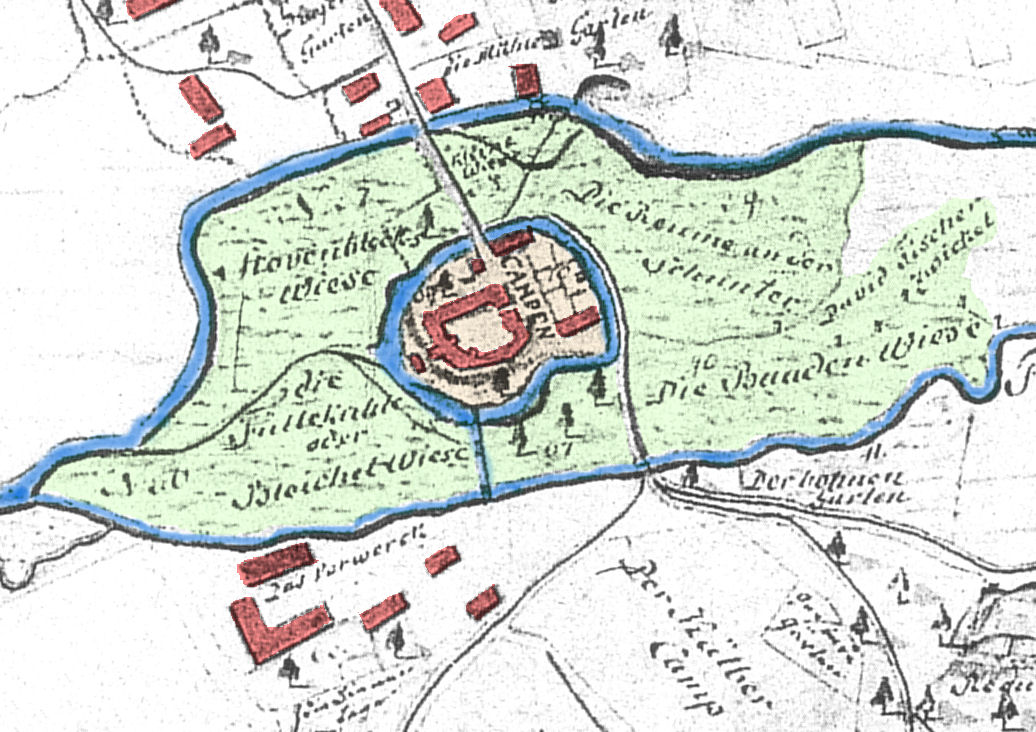
Lagekarte mit der Burg und dem südlich gelegenen Vorwerk von 1740. Deutlich erkennbar ist die Lage in einem Wiesengelände zwischen zwei Flussarmen der Schunter

Burg Campen, auch Schloss Campen, ist eine frühere Niederungsburg in Flechtorf, einer Ortschaft in der Gemeinde Lehre im Landkreis Helmstedt in Niedersachsen.

## Baubeschreibung
Die Burganlage liegt südlich des alten Dorfkerns von Flechtorf auf einem erhöhten Plateau in der Schunteraue zwischen zwei Flussarmen. Auf dem 80 × 100 m großen Plateau haben sich nur noch einige Mauerreste der früheren Burg erhalten. An historischen Gebäude ist ein Teil des fürstlichem Amtshauses aus dem 16. Jahrhundert vorhanden, das über ein steinernes Erdgeschoss und einen aufgesetzten Fachwerkbau verfügt.
Aus den Jahren 1754 und 1770 sind Pläne und eine Beschreibung überliefert, aus denen hervorgeht, dass die Kernburg die Form eines unregelmäßigen Sechsecks besaß. Die Nordseite wurde durch Amtshaus aus dem 16. Jahrhundert eingenommen, an ihn schloss sich das Polygon der Nebentrakte aus Fachwerk an, die sich an die Ringmauer aus der Renaissance anlehnten. 
Die Mauern des Amtshauses sind mit einem freistehenden, hohen Mauerrest verbunden, der noch mehrere Rundbogenfenster aufweist. Die nördliche Mauerseite weist einen Aborterker auf. Zudem wurden mittelalterliche Mauerreste in das moderne Gebäude des sogenannten „Ateliers“ integriert. Im Süden schließt der Rest des heute trockenen Wassergrabens das als Garten genutzte Burggelände ab.
Der sogenannte „Unterplatz“ bildete das Areal der ehemaligen Vorburg, die ebenfalls von einem Wassergraben umgeben war.

## Geschichte
Die Burg wurde vermutlich einige Zeit vor ihrer ersten Erwähnung 1279 auf einem von zwei Armen des Flüsschens Schunter umschlossenen Werder errichtet, um die Handelsstraße Braunschweig-Altmark zu schützen. Das welfische Dienstmannengeschlecht von Blankenburg, erstmals 1158 bezeugt, wurde mit der Burg belehnt und nannte sich seither nach ihr. Allerdings musste bereits 1326 Ritter Jordan von Campe auf seine Rechte verzichten.
Die erste urkundliche Erwähnung von Burg Campen erfolgte 1279 im Zusammenhang mit der Eroberung der Burg durch Herzog Heinrich der Wunderliche und Herzog Albrecht der Feiste. Sie führten eine Auseinandersetzung mit Otto I. als Bischof von Hildesheim und setzten bei der Einnahme der Burg 70 seiner Vasallen fest. Von der damaligen Belagerung zeugen vier Belagerungsschanzen, die auf einer Karte von 1740 festgehalten sind. Heute sind sie nicht mehr im Gelände sichtbar. Zu den ehemaligen Schanzen wurden die Reste einer quadratischen Anlage mit den Ausmaßen von 40 × 40 Meter in 300 Meter Entfernung von der Burg gerechnet, die als Pallwall bezeichnet wurde. Archäologische Untersuchungen in den Jahren 1997 und 2001 identifizierten die Anlage als neuzeitlichen Pflanzgarten. In diesem Bereich wurde bei einer Ausgrabung im Jahre 2000 ein mittelalterliches Gehöft entdeckt. Es war von einer mächtigen Brandschicht überdeckt und es fanden sich Waffenteile, wie Armbrustbolzen. Daher wird angenommen, dass das Gehöft bei einem Angriff auf die Burg 1279 zerstört wurde.
In späteren Jahrhunderten bis 1512 wechselte die Burg durch Verpfändung durch die Braunschweiger Herzöge wiederholt ihren Besitzer, unter anderem an die von Saldern, von Knesebeck und die Stadt Braunschweig. Wie auch ein Merian-Stich von 1654 zeigt, ließ Herzog Wilhelm der Jüngere (Braunschweig-Lüneburg) zwischen 1585 und 1596 die Burg zu einer fünfflügeligen Schlossanlage erweitern. Dazu gehörten ein Torhaus, ein Marstall, ein Kavaliershaus, ein Gefängnis und ein Lustgarten.
1706 gelangte das Schloss zum Fürstentum Braunschweig-Wolfenbüttel und wurde fürstliches Amtshaus. Das Amtshaus mit den Nebengebäuden wurde später zur Domäne Campen. Sie wurde 1860 von der Gemeinde Flechtorf erworben, aufgeforstet und parzellenweise verpachtet. Ein Gastwirt kaufte 1881 die Burganlage. Das Großteil der Schlossgebäude war schon 1786 abgebrochen worden.
Im 18. und 19. Jahrhundert führte die Postroute Braunschweig–Calvörde über die frühere Burg.

### 20. Jahrhundert
Bis ins 20. Jahrhundert hat sich von der Bausubstanz nur das zweigeschossige Hauptgebäude der Burg erhalten. Am 1. April 1932 pachtete die Hitlerjugend das Hauptgebäude auf Betreiben des Braunschweiger NSDAP-Gauleiters Hartmann Lauterbacher. Es wurde eine Gauführerschule als zentrale Schulungsstätte für die HJ-Führerschaft eingerichtet.
Benannt wurde sie nach dem 1923 hingerichteten Freikorpskämpfer Albert Leo Schlageter. „Reichsjugendführer“ Baldur von Schirach bezeichnete sie als die erste „Führerschule“ der HJ überhaupt. Lauterbacher sorgte später maßgeblich für die Ansiedlung der Akademie für Jugendführung der Hitlerjugend in Braunschweig. Ab Mai 1932 fanden in Campen Kurse für je bis zu 40 Teilnehmer aus Hitlerjugend, Jungvolk und Bund Deutscher Mädel statt. Am 8. Januar 1933 wurde die Schule wegen mangelnder Finanzmittel geschlossen.
Kurze Zeit später nach der Machtergreifung 1933 diente Burg Campen unter dem Bannführer Erich Steinacker zeitweilig weiter als Schulungsort, Tagungsstätte und Unterführerschule der Hitlerjugend. 1937 wurde sie von der NSDAP erworben. Nach dem Zweiten Weltkrieg ging die Burg ins Eigentum des Landes Niedersachsen über. 1970 lehnte die Gemeinde Flechtorf eine Übernahme der Anlage ab, da die Renovierung Kosten von etwa 500.000 DM verursacht hätte. Heute ist sie wieder in Privatbesitz und Wohnhaus.

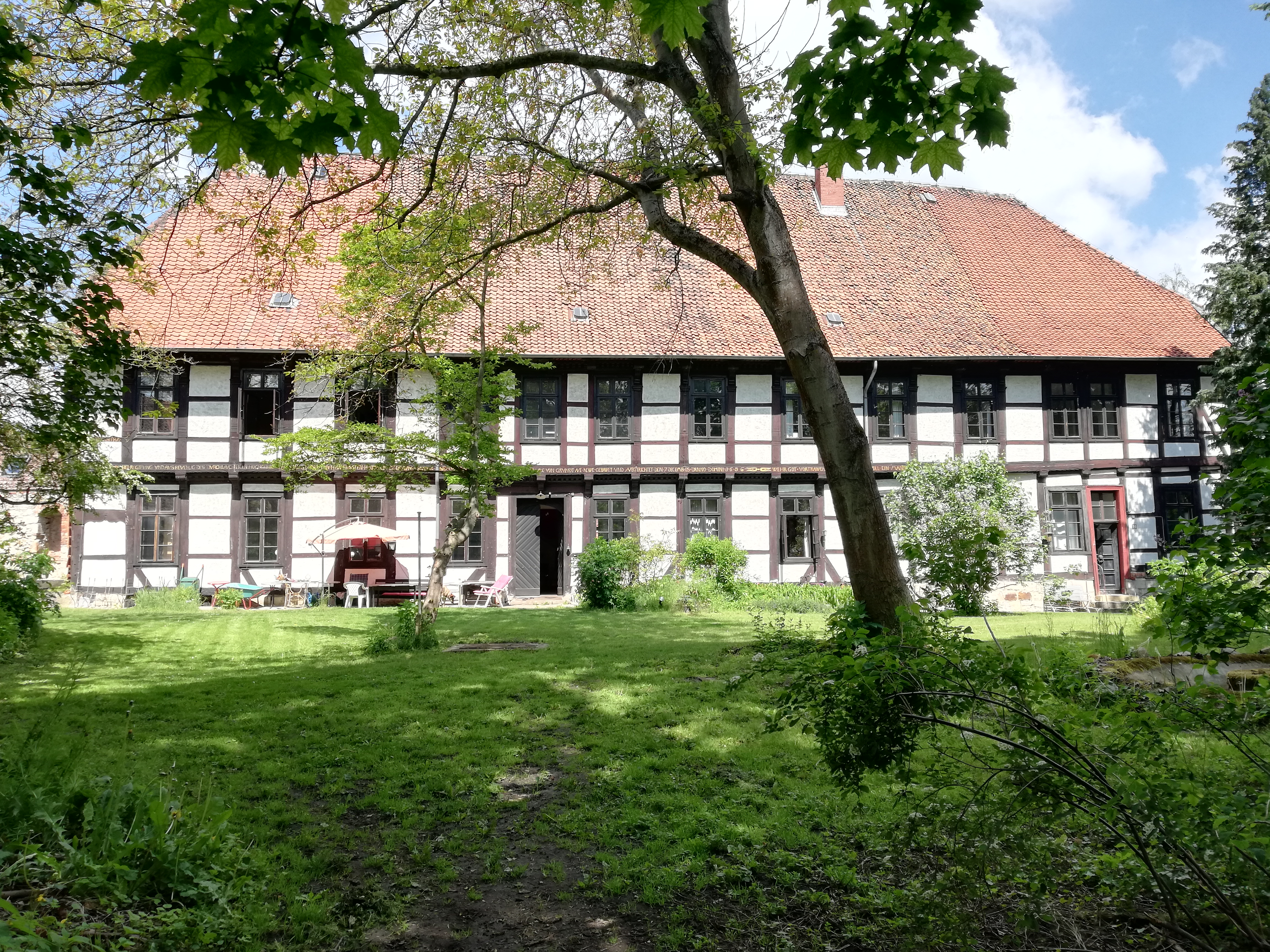
Das Hauptgebäude vom Innenhof gesehen
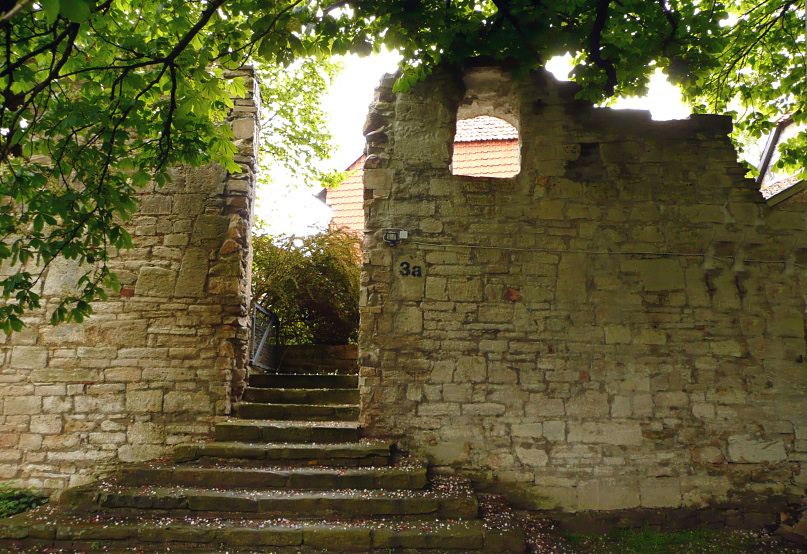
Mauerrest
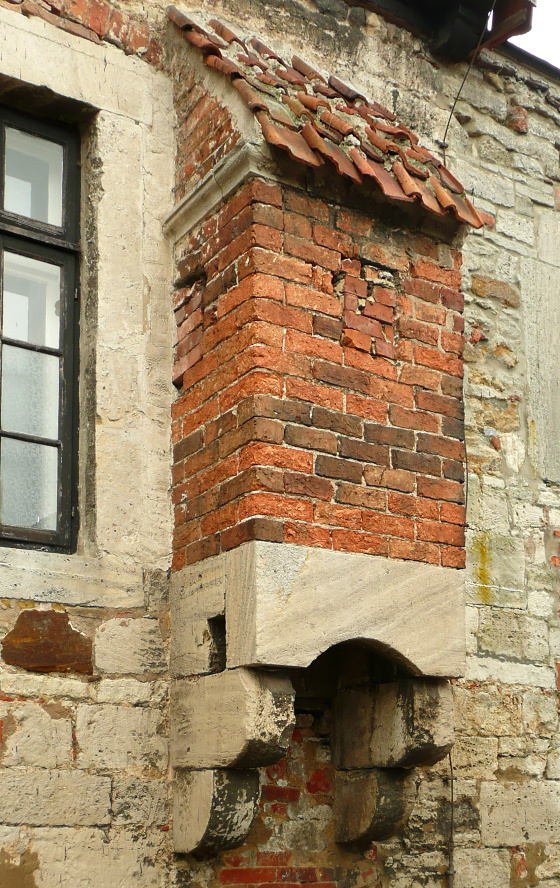
Aborterker an der Außenmauer
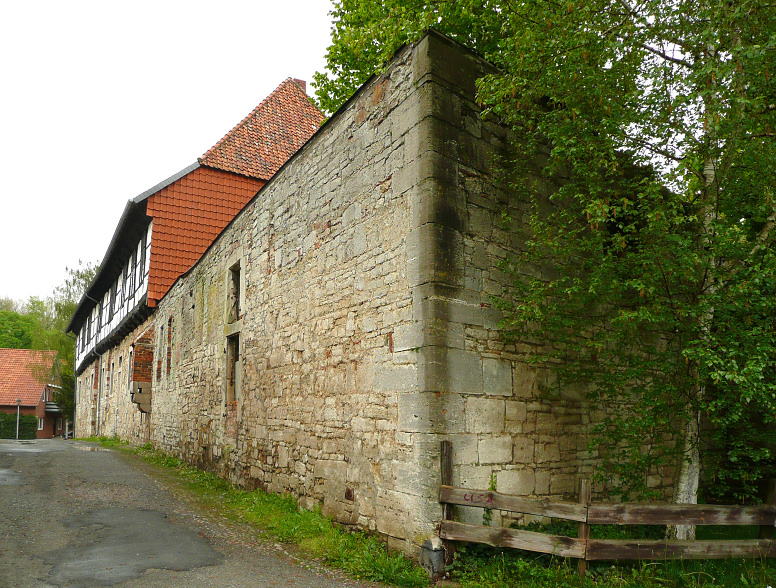
Gebäudeecke
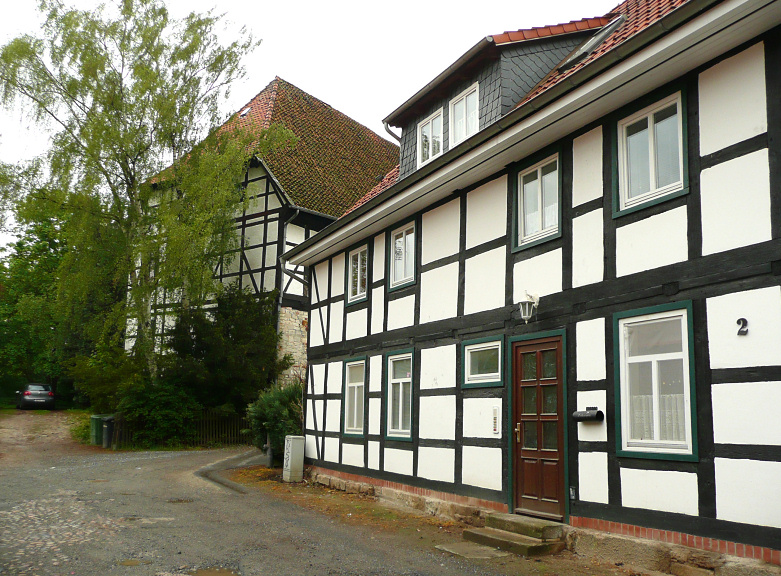
Nebengebäude an der Burg, früher Teil der Domäne